# Agustín Velotti
Agustín Velotti (Larroque, 24 de Maio de 1992) é um tenista profissional argentino.
Foi campeão de Roland Garros juvenil em 2010.